# Stoffbach
Der Stoffbach ist ein Nebenfluss des Rettenbaches in der mittleren Koralpe in der Weststeiermark in Österreich.

## Geografie und Name
Der Stoffbach entspringt auf dem Stoffkogel westlich des Gipfels im Sattel zwischen Stoffkogel und Bärofen-Zug. Dieses Gebiet wurde früher „Hofhalt“ genannt.
Sein Lauf liegt vollständig im Talschluss des Rettenbach-(und späteren Laßnitz-)tales in der ehemaligen Gemeinde Osterwitz. Dieser Talschluss wird vom Höhenrücken der Koralpe gebildet, der Rettenbach mündet in dieses Tal von Norden, der Stoffbach von Süden.

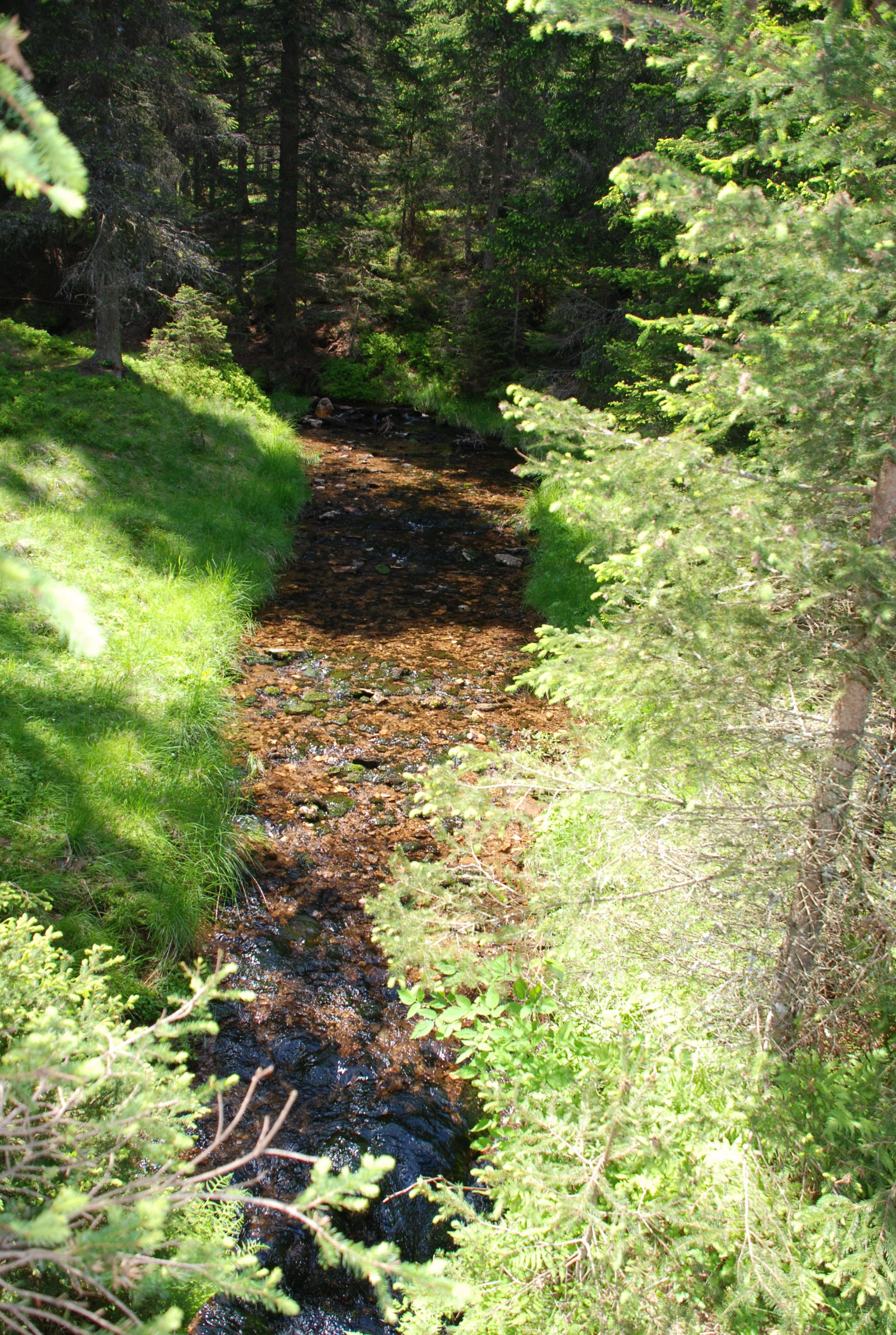
Oberlauf des Stoffbaches

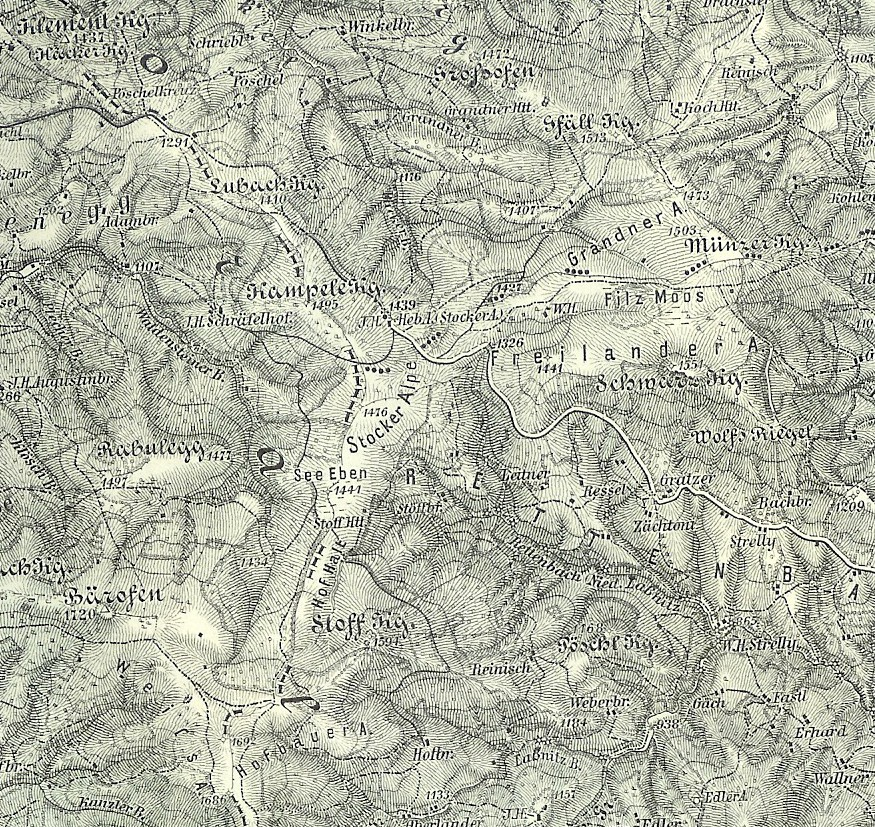
Der Stoffbach fließt im Süden des Hebalmgebietes (von der ehemaligen „Hofhalt“) zwischen See Eben und Stoffkogel zum Rettenbach

Dieses Gebiet wird trotz seiner Zugehörigkeit zur ehemaligen Gemeinde Osterwitz manchmal teilweise zur Ortschaft Rettenbach der ehemaligen Gemeinde Kloster (heute: beide Gemeinde Deutschlandsberg) gerechnet (siehe Karte).
Der Name des Baches leitet sich ab vom Bauernhof vlg. Stoff. Von diesem Bauernhof (dessen Hauptgebäude ebenfalls nicht mehr bestehen) steht nur noch das Gebäude der (Neuen) Stoffhütte auf der Höhe der Hebalm neben der See Eben, die alte Stoffhütte ist abgetragen. Bei den Stoffhütten handelte es sich um ehemalige Almhütten dieses Hofes, die derzeit als Wohnhaus und nur kurzfristig bewirtschaftete Gaststätte genützt werden.
Eine andere Angabe gibt das Steiermärkische Wasserbuch, das die Quelle des Rettenbachs oberhalb des Hofbauers am Stoffkogel (1597 m) sieht, in der Sattellandschaft zwischen diesem Gipfel und dem Koralpen-Hauptgrat. Der Bach aus dem Filzmoos bleibt dabei unbenannt.
Der Stoffbach nimmt die kleinen Bäche auf, die aus der See Eben nach Osten abfließen.
Erreichbar ist das Gebiet des Stoffbaches über Forststraßen mit ca. 3 km Fußweg von der Hebalmstraße, Schutzhaus Freiländer Alm (Gasthaus Rehbockhütte). Diese Straßen sind für den Kraftfahrzeugverkehr gesperrt. Bei Schneelage ist Langlaufausrüstung ratsam. Ab dem Übergang der Forststraße nahe der Stoffhütte verläuft der Bach in einem weglosen Tal und kann nur über ungebahntes und steiles Gelände erreicht werden.
Der Nord-Süd-Weitwanderweg verläuft südlich der Stoffhütte auf etwa einen Kilometer parallel zum Oberlauf des Baches.

## Geschichte
Die Bauernhöfe am Stoffbach existieren nicht mehr. Ihre Gebäude samt den dazugehörigen Mühlen sind abgetragen. Die Flächen dieser Höfe gehören weitgehend zum Forstgut Deutschlandsberg der Familie Liechtenstein. Die Acker- und Wiesenflächen sind aufgeforstet. Die früheren Hofgrenzen sind anhand der Grundstücksgrenzen in der digitalen Katastralmappe
und im Heimatbuch nachvollziehbar.

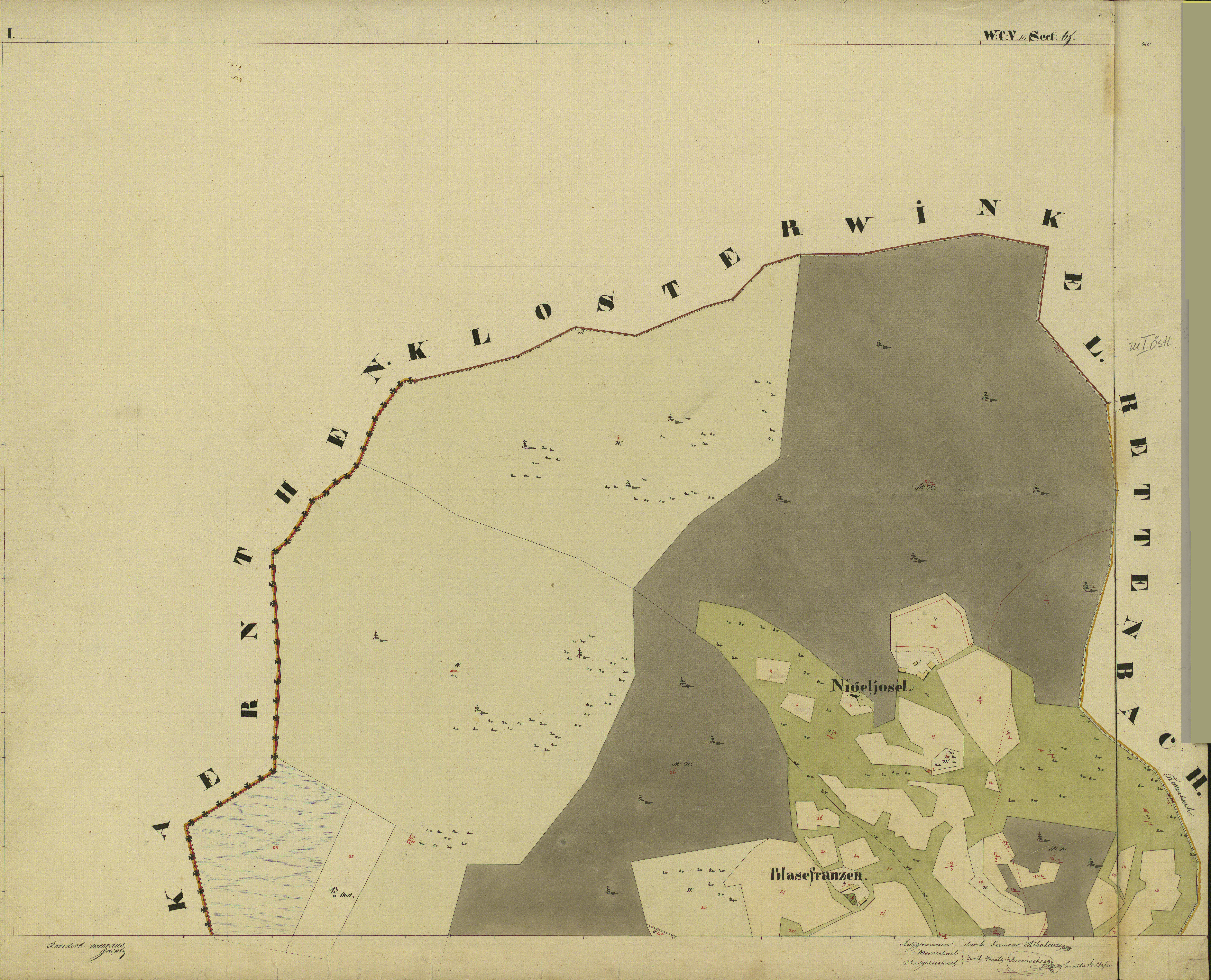
Kataster ca. 1825: See Eben mit den ehemaligen Bauernhöfen Nigljosl, Blasifranzl

Der Bauernhof Stoff (auch Blasifranzl genannt), nach dem der Stoffbach benannt ist, war bis Anfang des 20. Jahrhunderts die größte Landwirtschaft im Einzugsgebiet des Baches. Ein Inventar aus 1780 nennt als Viehbestand des Hofes fünf Paar Ochsen, einen Jungstier (Stierl), zwei Kühe, fünf andere Rinder/Kälber, vier Schweine und 34 Schafe.
Stoff ist eine Kurzform des Namens Christoph, der sich seinerseits aus dem im Mittelalter häufigen Vornamen Christophorus ableitet. Andere Höfe waren vlg. Stefflpeter (1888 bereits abgerissen) und vlg. Stefflpeterkeusche (nach dem letzten Pächter auch „Pust“ genannt).
Das Wohngebäude der Stefflpeterkeusche wurde, nachdem das Gehöft bereits Jahrzehnte verlassen war und das Wirtschaftsgebäude lange nicht mehr existierte, ca. 1980 abgetragen, die Grünflächen aufgeforstet.

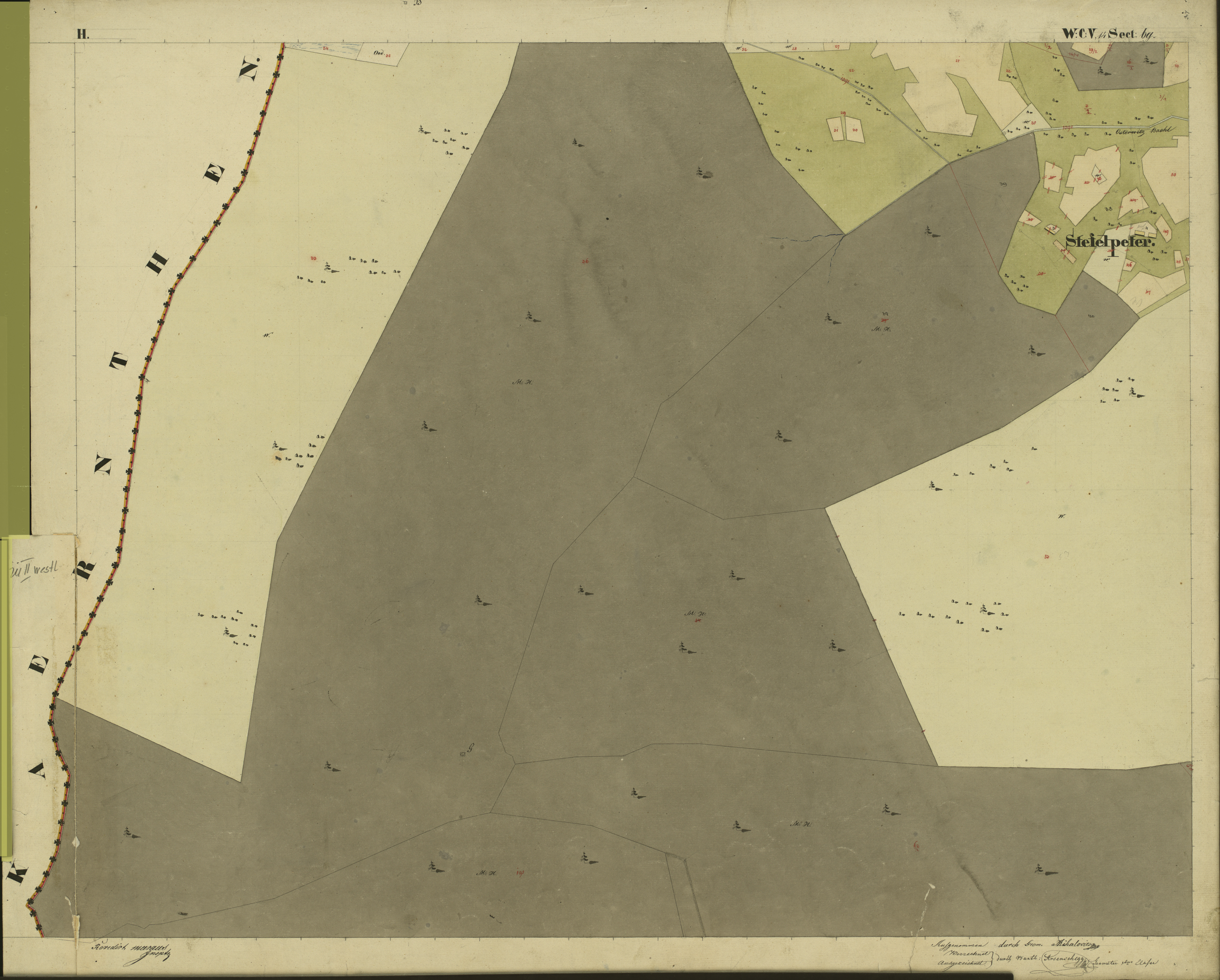
Kataster ca. 1825: Das „Osterwitz Bachl“ beim ehemaligen Bauernhof Steflpeter

Der Hof Stefflpeter lag teilweise auf dem Rücken, der vom Stoffbach und einem östlichen unbenannten Nebenbach gebildet wird. Ob es sich bei diesem Nebenbach um das Gewässer names „Kollpächl“ (Kohlbach, von der Arbeit eines Köhlers) gehandelt hat, welches in einer Urbarsbeschreibung des Hofes Stefflpeter aus dem Jahr 1680 vorkommt,
oder ob es sich dabei um einen früher verwendeten Namen des Stoffbaches handelt, ist nicht verifizierbar.
In der Urmappe des Grundsteuerkatasters, die den Stand der Jahre um 1825 wiedergibt, ist der Stoffbach als „Osterwitz Bachl“ verzeichnet.
Der Stoffbach ist jener Gewässerlauf, der in der Karte der Steiermark von Georg Matthäus Vischer aus dem Jahr 1678 als östlich gelegener Abfluss des Schröfl Sees, der heutigen See Eben, dargestellt ist. Dieser Fluss bildete in seinem weiteren Lauf eine Kombination aus Rettenbach, Laßnitz und Wildbach.

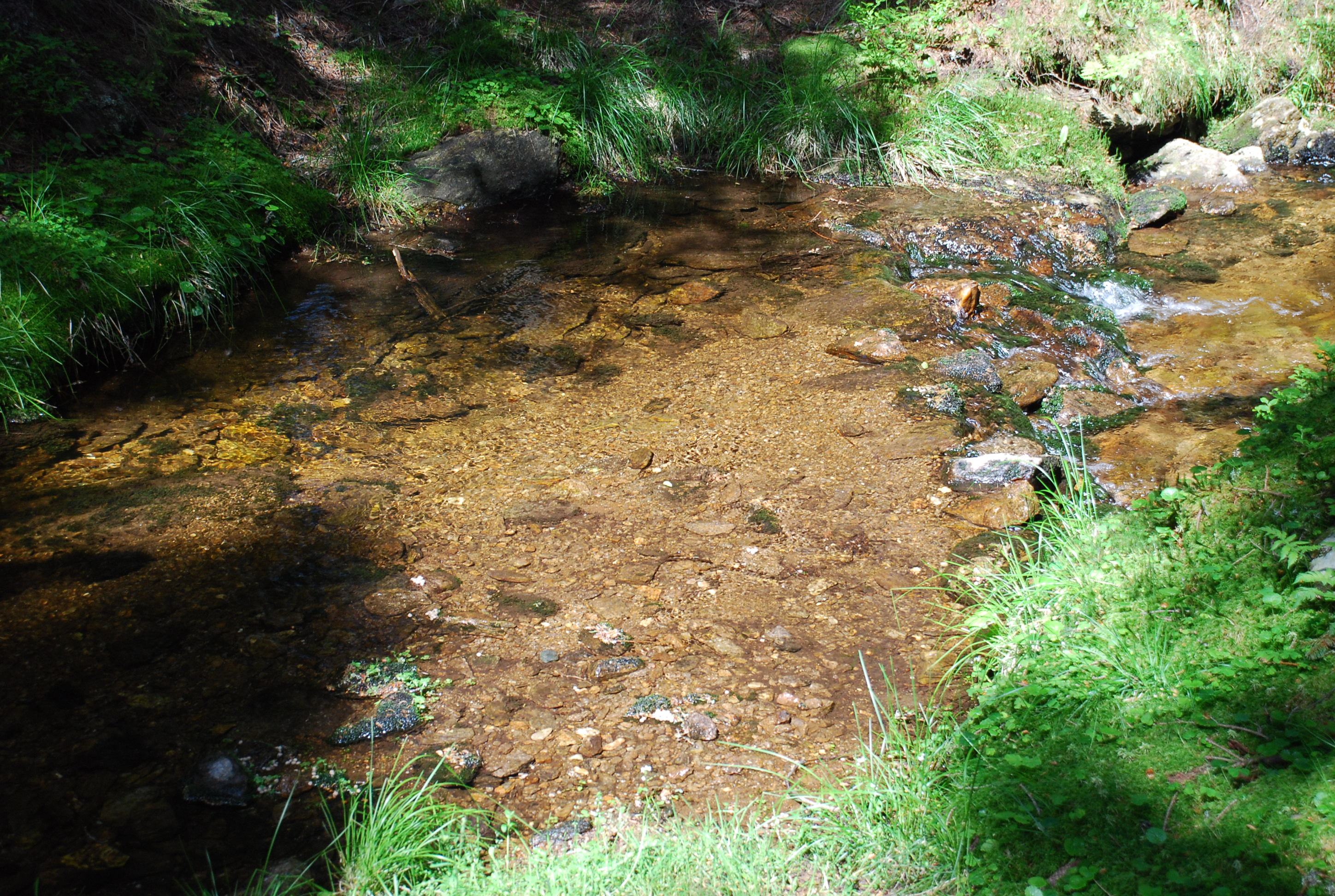
Alter Wegübergang (Furt) am Stoffbach

## Die Lage des Baches ist Orientierungshilfe
Der Stoffbach ist auf den gängigen Landkarten zwar eingezeichnet, der Name aber nicht angeführt. Sein Lauf dient der Bevölkerung zur Orientierung und kann in mündlichen Auskünften an Benützer des Nord-Süd-Weitwanderweges vorkommen, weil er deutlich erkennbar ist und (auf der Forststraßenbrücke oder einer Furt eines alten Wanderweges) nicht gequert werden darf, wenn der Weitwanderweg nach Süden benützt werden soll: Die Forststraße über den Stoffbach führt weg vom Weitwanderweg östlich viele Kilometer weit in die Nebentäler des Quellgebietes der Laßnitz im Liechtenstein’schen Forstrevier Deutschlandsberg, Gemeinde Deutschlandsberg.

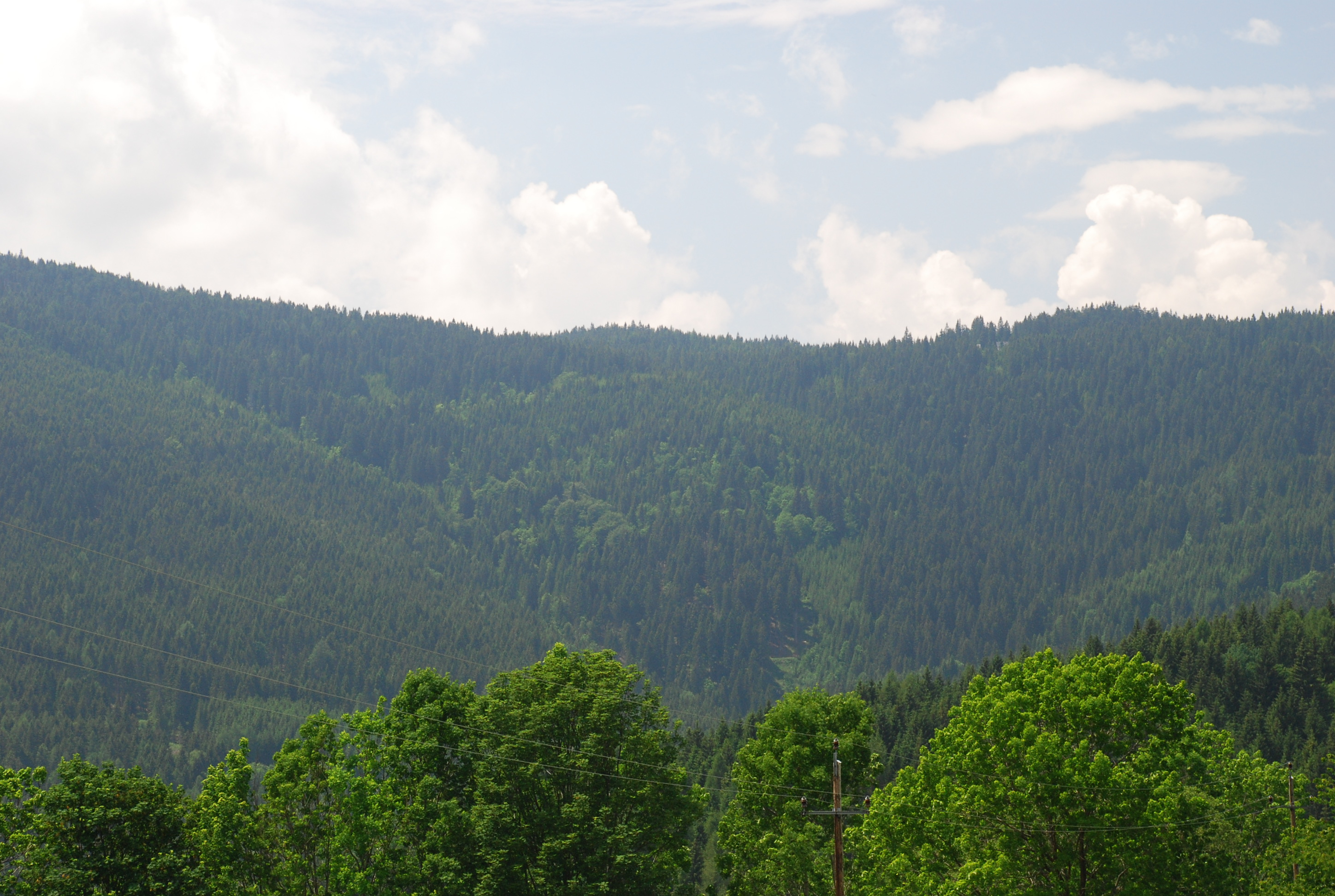
Das Einzugsgebiet des Stoffbaches (re. mittig) und seines Nebenbaches (li.) im Bereich des ehemaligen Hofes vlg. Stefflpeter. Der hellere Wald am Berghang links steht auf dem großen Holzschlag, dessen Holz bis 1959 mit der Waldbahn Deutschlandsberg abtransportiert wurde. Auf der Höhe Mitte rechts zwischen Baumspitzen die Dächer der Stoffhütten. Die hellen Baumkronen in der Bildmitte bezeichnen den Standort des ehemaligen Hofes Stefflpeter.

## Trasse der Waldbahn Deutschlandsberg
Das Einzugsgebiet des Stoffbaches bildet die westliche Grenze eines um 1955 abgeholzten großen Holzschlages am Stoffkogel. Dieser Holzschlag reichte auf einem steilen Berghang vom Gipfel des Stoffkogels bis zum ehemaligen Bauernhof vlg. Stefflpeterkeusche im Tal des Rettenbaches (teilweise Stefflpeterbrendl genannt).
Sein Holz wurde über die Liechtensteinische Waldbahn bis zu deren Betriebseinstellung am 27. Juli 1959 abtransportiert.
Die Bahnstrecke gehörte zum nördlichen Ast dieser Waldbahn. Sie hatte ihr Gleisende in diesem Holzschlag.
Über die Schienenstrecke mit einer Spurweite von 600 mm wurde das Holz zur Ladestelle Kupper gebracht, von wo es mit einer 3,5 km langen Seilbahn zu Tal zur Umladestelle im Gebiet von Freiland und weiter nach Deutschlandsberg befördert wurde.

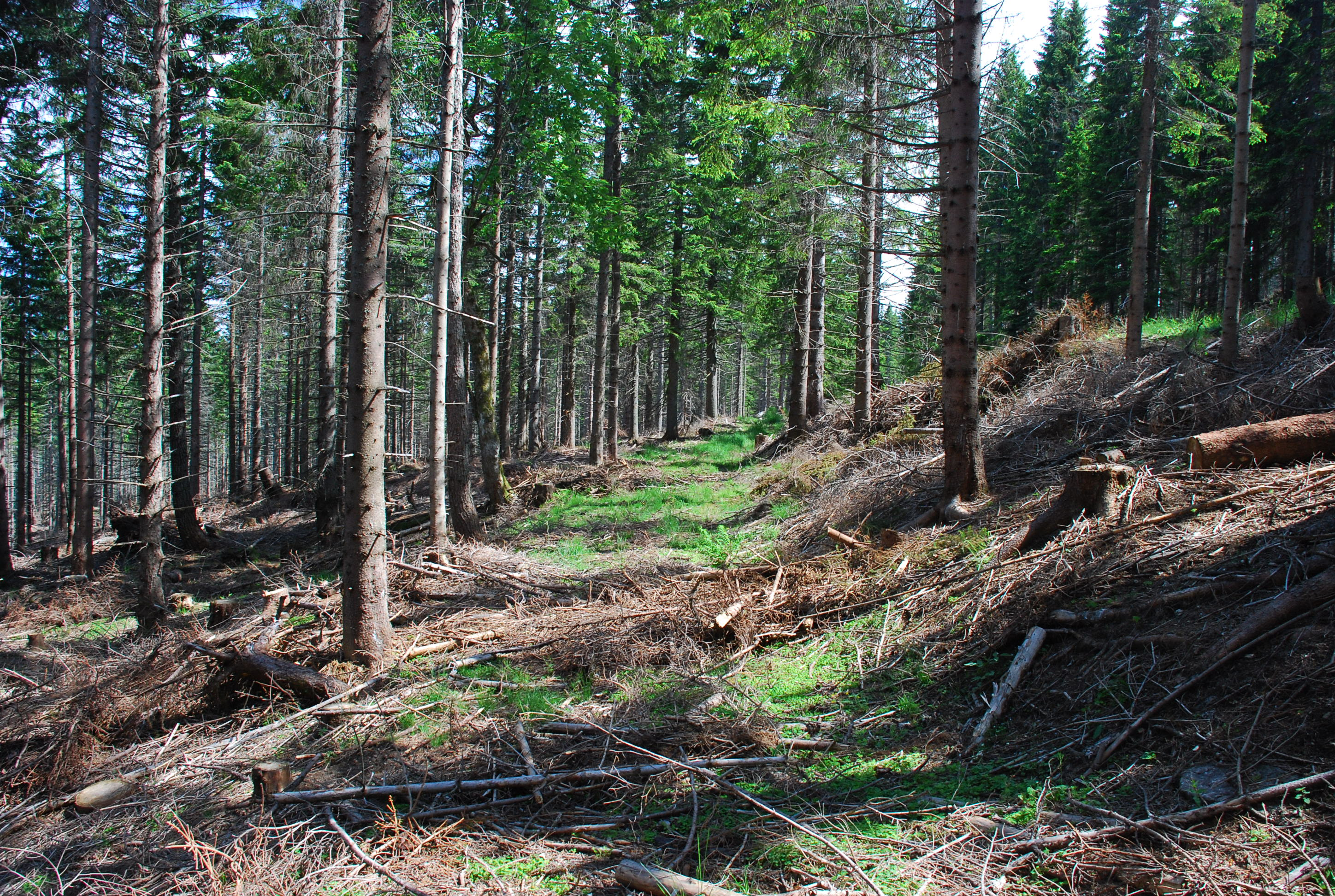
Trasse der Waldbahn Deutschlandsberg

Reste der Waldbahntrasse sind als Geländestufe unterhalb der Forststraße im heranwachsenden Wald im Gebiet dieses Holzschlages sichtbar (2006 Durchforstung), z. B. bei 46° 53′ 20,2″ N, 15° 2′ 1,7″ O

## Flora und Fauna
Der Stoffbach liegt vollständig in Waldgebiet (hauptsächlich Fichten, seltener Ahorne, Eschen und Birken).
Am Wasser leben Libellen und Köcherfliegen. Deren Larven sind ein verlässlicher Indikator der Wasserqualität, sie kommen nur in Gewässern mit guter bis sehr guter Wasserqualität vor.

## Geologie
Der Lauf des Stoffbaches liegt in Gneisglimmerschiefer und Gneisquarzit des Koralmkristallins (kein Plattengneis). Kleine Glimmerplättchen sind in sandigen Stellen häufig und können den Sand im Sonnenlicht zum Glänzen bringen.
Knapp unterhalb des Überganges der Forststraße südlich der Stoffhütte ist eine Abbaustelle auf Glimmer verzeichnet (lt. Karte ein Stollen, Gesenk; in der Natur nicht erkennbar).

## Wasserqualität
Die Wassergüte liegt bei Güteklasse I (unbelastet, praktisch Trinkwasserqualität).
Die Wasserhärte ist gering (Bereich 1–2 - weiches Wasser).